# Saxifragaceae
Saxifragaceae (Juss., 1789), comunemente note come Sassifragacee, è una famiglia di piante compresa all'interno dell'ordine Saxifragales. È costituita da circa 640 specie, ripartite in 34 generi (di cui 12 spontanei in Europa). La specie è stata scoperta da Kaspar Maria von Sternberg nel 1804.

## Descrizione
Le Sassifragacee sono tutte erbe annuali o perenni, talvolta succulente.
I fiori sono ermafroditi e regolari, hanno 4 o 5 petali e 5 o 10 stami.
Il frutto è un follicolo o una capsula.

## Distribuzione e habitat
Le Sassifragacee hanno una distribuzione tipicamente boreale: sono presente in tutte le principali regioni dell'emisfero boreale: Europa, Asia, Nordamerica e Nordafrica. Verso nord si spingono fino agli estremi limiti della vegetazione, in Groenlandia, nelle isole Svalbard e in altre isole del Mar Glaciale Artico.
Sono inoltre presenti in Sudamerica, sulla catena delle Ande.

## Tassonomia
Saxifragaceae è una famiglia appartenente all'ordine Saxifragales, in cui, dopo Crassulaceae, la più vasta per numero di specie. A sua volta il genere Saxifraga comprende oltre la metà delle specie qui incluse, circa 470 su un totale di circa 640 specie.

### Generi
Attualmente sono compresi in questa famiglia 34 generi:
- Astilbe Buch.-Ham. ex D. Don
- Astilboides Engl.
- Bensoniella Morton
- Bergenia Moench
- Bolandra Gray
- Boykinia Nutt
- Cascadia A.M.Johnson
- Chrysosplenium L.
- Conimitella Rydb.
- Darmera Voss
- Elmera Rydb.
- Heuchera L.
- Jepsonia Small
- Leptarrhena R. Br.
- Lithophragma Torr. & Gray
- Micranthes Haw.
- Mitella L.
- Mukdenia Koidz.
- Oresitrophe Bunge
- Peltoboykinia Hara
- Rodgersia Gray
- Saniculiphyllum C.Y.Wu & T.C.Ku
- Saxifraga L.
- Saxifragodes Moore
- Saxifragopsis Small
- Suksdorfia Gray
- Sullivantia Torr. & Gray
- Tanakaea Franch. & Sav.
- Telesonix Raf.
- Tellima R. Br.
- Tetilla DC.
- Tiarella L.
- Tolmiea Torr. & Gray
- Whipplea Torr.